# ناحية جلغة تشاه هاشم
ناحية جلغة تشاه هاشم(بالفارسية: بخش جلگه چاه هاشم) هي ناحية في مقاطعة دلغان، محافظة سيستان وبلوشستان، إيران. حسب إحصاء 2016، بلغ عدد سكان الناحية 25495 فردا في 6083 عائلة. ليس بالناحية مدن وبها منطقة ريفية واحدة هي قسم جلغة تشاة هاشم الريفي.